# Geißstein (Kitzbüheler Alpen)
Der Geißstein (auch Gaisstein oder Gaißstein) ist ein Berg in den Kitzbüheler Alpen und Pinzgauer Grasbergen mit einer Höhe von 2363 m ü. A. auf der Grenze zwischen den Bundesländern Tirol und Salzburg.

## Lage

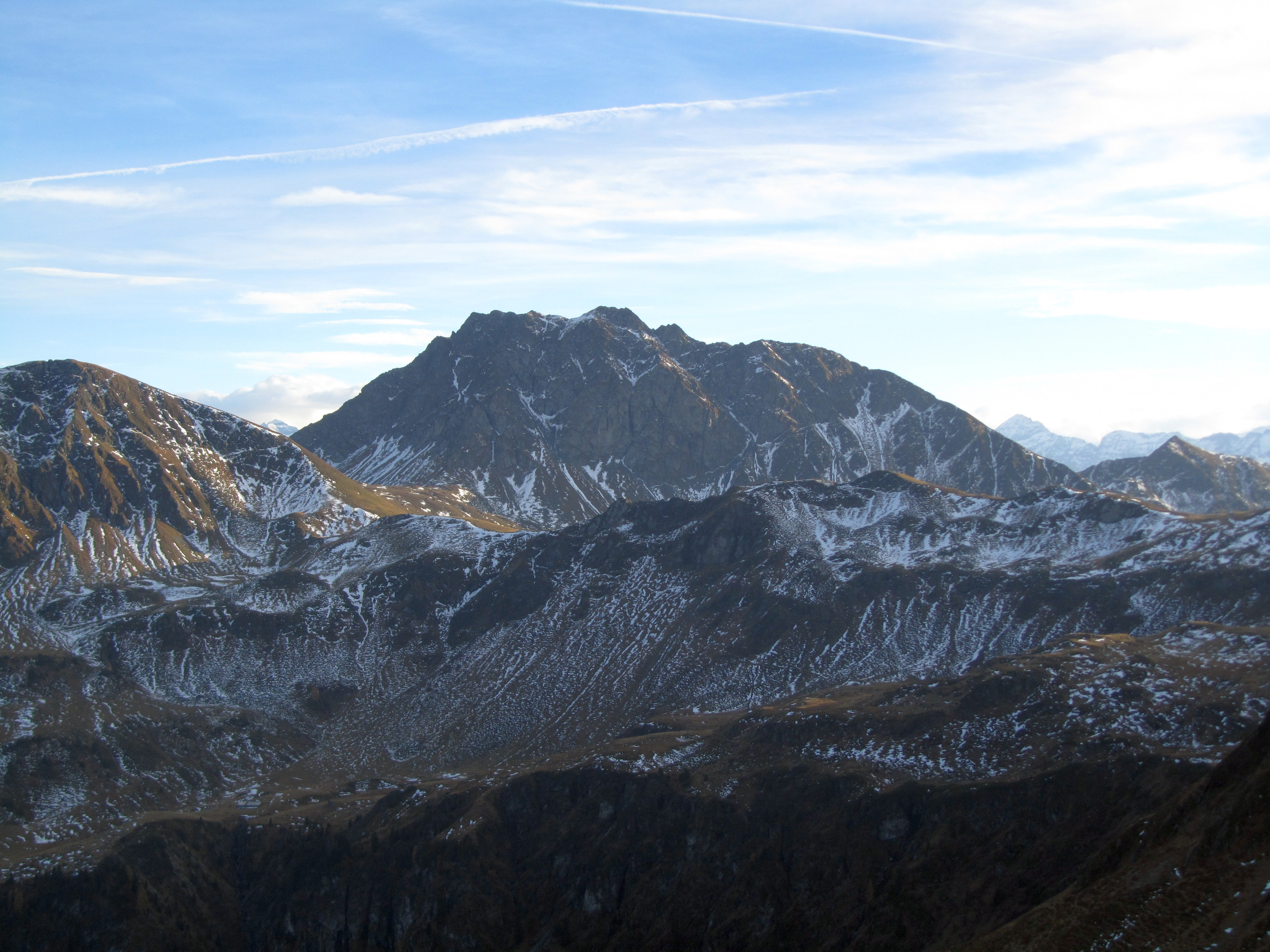
Geißstein von Norden

Der Geißstein liegt etwa sieben Kilometer südöstlich von Jochberg. Talorte im Land Salzburg sind Saalbach-Hinterglemm (im Nordosten), sowie Stuhlfelden und Mittersill (im Süden). Im Osten des Geißstein liegt der Vogelalmgraben, ein rechtes Seitental des Glemmtals. Im Südosten befindet sich das Stuhlfeldener Mühltal, ein linkes Seitental des Oberpinzgaus. Hier liegt mit der Bürglhütte (1699 m) auch einer der wichtigsten Ausgangspunkte für die Besteigung des Berges. Von der Hütte aus führt ein markierter Wanderweg über den Südgrat zum Gipfel. Alternativ kann der Geißstein von der südwestlich gelegenen 2035 m hohen Sintersbachscharte über die verhältnismäßig flache grasige Südwestseite auf den Berg. Durch die deutlich steilere Südostflanke führt ein weiterer markierter Weg, der vom Vogelalmgraben aus oder vom nördlich gelegenen 2048 m hohen Übergang Schlaberstatt aus zugänglich ist.
Über die Südwestroute von der Bürglhütte ist der Geißstein im Winter auch als Skitour erreichbar.
Einer Sage zufolge soll am Geißstein früher Gold abgebaut worden sein, auch Venediger sollen hier tätig gewesen sein. Auf der Schlaberstatt sollen damals Feste gefeiert worden sein, bei denen auch Teufel unter den Musikanten zu finden waren.

## Aufstieg

### Von Stuhlfelden (Standard-Aufstieg)
Start: Ortsmitte (800 m ü. A.). Gut markierter Wanderweg durch das Mühltal zur Bürglhütte (1700 m ü. A.) am Fuße des Berges, von dort Aufstieg über den Südgrat zum Gipfel. Die Bürglhütte ist im Sommer über einen Wirtschaftsweg auch per Pkw erreichbar. Höhendifferenz 1563 m (ab Bürglhütte 663 m).

### Von Mittersill
Start: Burkbachbrücke (950 m ü. A.) im Ortsteil Thalbach nördlich des Schlosses Mittersill (auch per Pkw erreichbar). Am Arnoweg (Abschnitt 2/16) entlang des Burkbaches über die Liendlalm und die Rosswegscharte (2060 m ü. A.) bis zur Sintersbachscharte (2035 m ü. A.) und weiter über einen Wanderpfad, zuletzt luftig über den seilversicherten Westgrat (Trittsicherheit, Schwindelfreiheit vorausgesetzt) zum Gipfel (Höhendifferenz 1413 m).

## Bilder

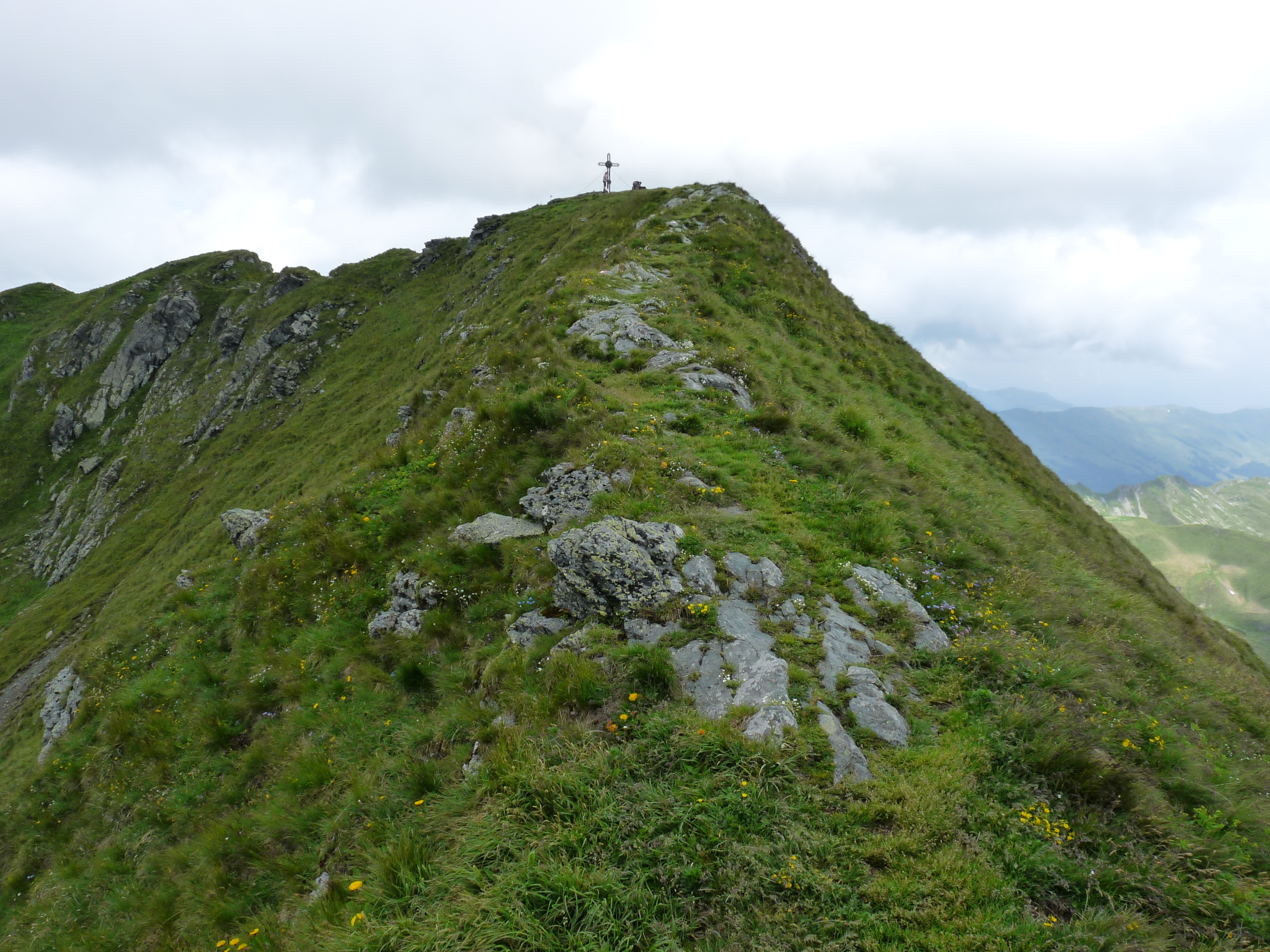
Der Südgrat mit Blick zum Gipfelkreuz
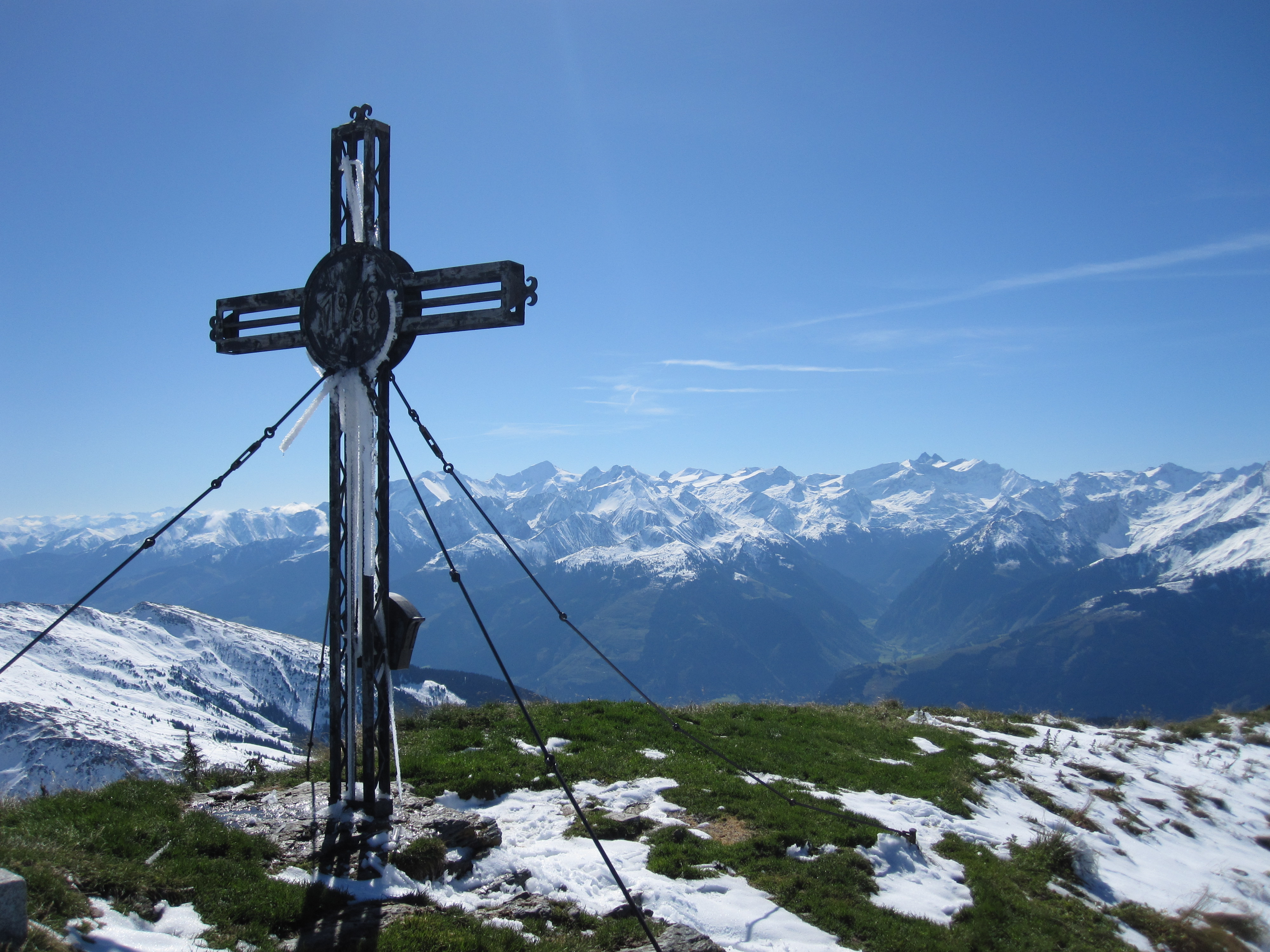
Blick vom Geißsteingipfel nach Südosten über das Salzachtal auf die Glocknergruppe.
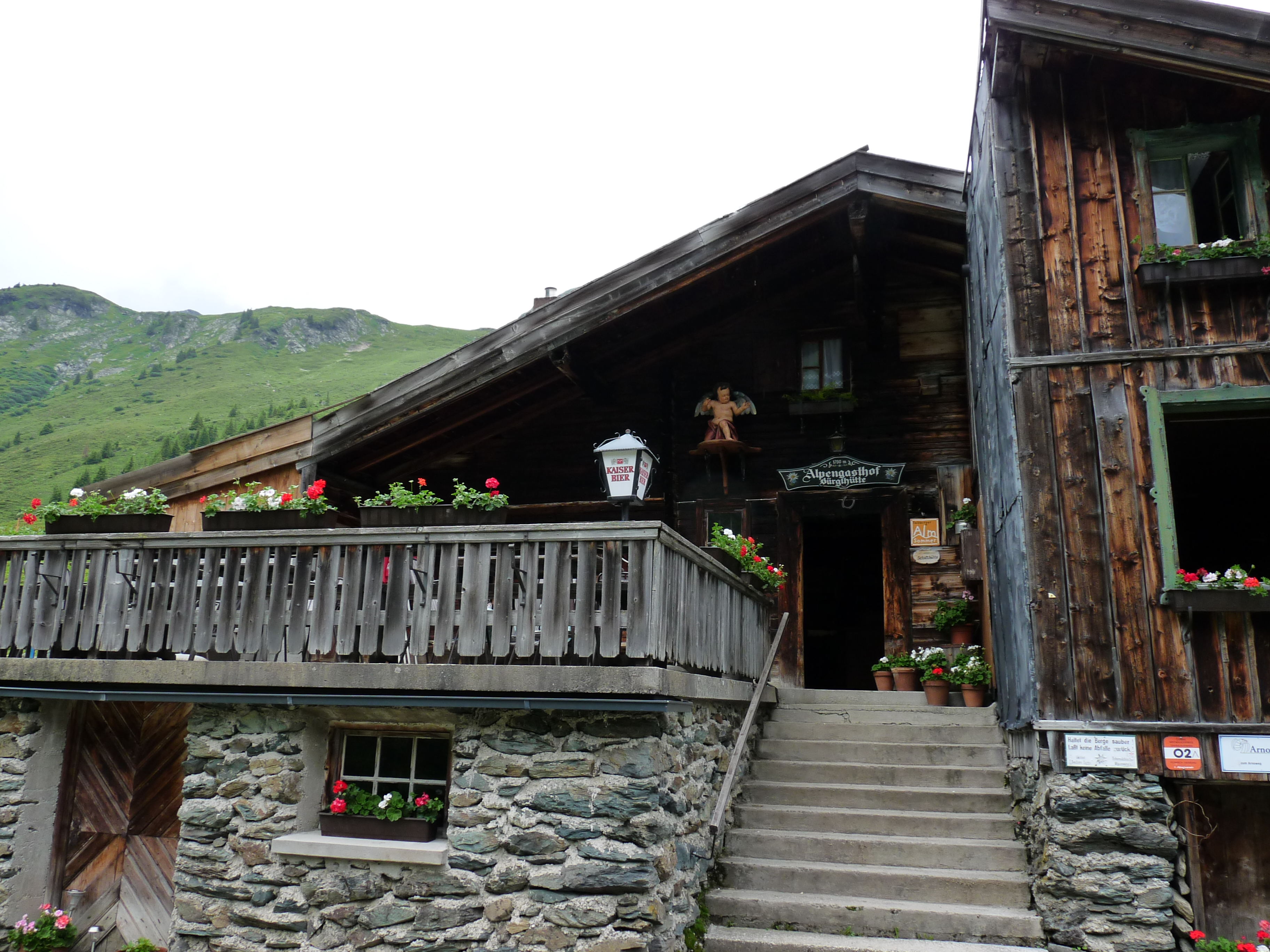
Die Bürglhütte (1700 m) am südlichen Fuß des Geißsteins